# Гужовка
Гужо́вка (укр. Гужівка) — село,
Гужовский сельский совет,
Ичнянский район,
Черниговская область,
Украина.
Код КОАТУУ — 7421783601. Население по переписи 2001 года составляло 977 человек .
Является административным центром Гужовского сельского совета, в который
не входят другие населённые пункты.

## Географическое положение
Село Гужовка находится на расстоянии в 3 км от города Ичня.
По селу протекает пересыхающий ручей с запрудой.
Рядом проходят автомобильная дорога Т-2515 и
железная дорога, станция Платформа 702 км.

## История
- Вблизи села Гужовка обнаружены поселение эпохи неолита (V—IV тысячелетие до н. э.), курганы и поселения эпохи бронзы (II тысячелетие до н. э.) и курганы скифского времени (V—III вв. до н. э.).
- 1500 год — дата основания.
- Есть на карте 1812 года[2].
- В 1859 году во владельческом и казачьем селе Гужовке было церковь, винокуренный завод и 307 дворов, где проживало 1919 человек (952 мужского и 967 женского пола)[3]
- С 1861 года в составе Иченской волости Борзнянского уезда[4].

В селе Гужовка была Преображенская церковь. Священнослужители Преображенской церкви:
- 1806-1813 - священник Василий Степанович Шевелин
- 1826 - священник Петр Яковлевич Кушнеревский
- 1842 - священник Моисей Кириченко и священник Иван Яновский
- 1846 - священник Иван Яковлевич Яновский

## Объекты социальной сферы
- Школа.
- Детский сад.
- Дом культуры.
- Фельдшерско-акушерский пункт.

## Достопримечательности
- Братская могила советских воинов.